# Solmslaubachia
Solmslaubachia es un género de plantas fanerógamas de la familia Brassicaceae. Comprende 35 especies descritas y de estas, solo 13 aceptadas.

## Taxonomía
El género fue descrito por  Muschl. ex Diels  y publicado en Notes from the Royal Botanic Garden, Edinburgh 5(25): 205–206. 1912. 

## Especies aceptadas
A continuación se brinda un listado de las especies del género Solmslaubachia aceptadas hasta julio de 2014, ordenadas alfabéticamente. Para cada una se indica el nombre binomial seguido del autor, abreviado según las convenciones y usos.	
- Solms-laubachia eurycarpa (Maxim.) Botsch.
- Solms-laubachia flabellata (Regel) J.P.Yue, Al-Shehbaz & H. Sun
- Solms-laubachia jafrii (Al-Shehbaz) J.P.Yue, Al-Shehbaz & H. Sun
- Solms-laubachia lanata Botsch.
- Solms-laubachia linearifolia (W.W. Sm.) O.E. Schulz
- Solms-laubachia minor Hand.-Mazz.
- Solms-laubachia platycarpa (Hook. f. & Thomson) Botsch.
- Solms-laubachia prolifera (Maxim.) J.P.Yue, Al-Shehbaz & H. Sun
- Solms-laubachia pulcherrima Muschl. ex Diels
- Solms-laubachia pumila (Kurz) Dvořák
- Solms-laubachia retropilosa Botsch.
- Solms-laubachia xerophyta (W.W. Sm.) H.F. Comber
- Solms-laubachia zhongdianensis J. P. Yue, Al-Shehbaz & H. Sun